# Pleurotomella maitasi
Pleurotomella maitasi is een slakkensoort uit de familie van de Raphitomidae. De wetenschappelijke naam van de soort is voor het eerst geldig gepubliceerd in 2008 door Engl.